# اتساع دهانه رحم
گشادشدن دهانهٔ رَحِمی یا اتساع دهانه رحم (به انگلیسی: Cervical dilation) بازشدن گردنهٔ رحم، ورودی زهدان، در هنگام زایمان، سقط ناخواسته، سقط خودخواسته، یا در جراحیِ پزشکیِ زنان است. اتساع دهانه رحم ممکن است به طبیعی رخ دهد، یا ممکن است ناشی از جراحی یا پزشکی باشد.

## در هیستروسکوپی
در هیستروسکوپی، قطر هیستروسکوپ به‌طور کلی بسیار بزرگ است که به آسانی از گردن رحم، سرراست بگذرد، بدین ترتیب پیش از درون کردن، انجامِ کار فراختر کردن گردن رحم، بایسته می‌شود. اتساع دهانه رحم را می‌توان با کشش موقت دهانه رحم، با یک سری از گشادکننده‌های گردن زهدان، با افزایش قُطر انجام داد.
میزوپروستول پیش از هیستروسکوپی برای اتساع دهانه رحم، به انجام آسان‌تر و بی‌عارضه آن در زنان پیشایائسه کمک می‌کند.